# دریا اولو
دریا اولو (ترکی استانبولی: Derya Uluğ؛ زادهٔ ۲۱ فوریهٔ ۱۹۸۶) خواننده اهل ترکیه است.
وی به مدت ۳ سال به عنوان خوانندهٔ زیر صدا با ابرو گوندش همکاری می‌کرد اما در سال ۲۰۱۶ تصمیم گرفت ترانه‌های مستقل خود را منتشر کند؛ نخستین ترانهٔ وی اقیانوس (Okyanus) نام داشت که در ۱۳ نوامبر ۲۰۱۶ منتشر شد.